# Gare de Verquigneul
La gare de Verquigneul est une gare ferroviaire française fermée de la ligne d'Arras à Dunkerque-Locale, située sur le territoire de la commune de Verquigneul, dans le département du Pas-de-Calais, en région Hauts-de-France.

## Situation ferroviaire
Établie à 28 mètres d'altitude, la gare de Verquigneul est située au point kilométrique (PK) 227,153 de la ligne d'Arras à Dunkerque-Locale, entre les gares de Nœux-les-Mines et de Béthune.

## Service des voyageurs
La gare est fermée.